# Johannes Meyer (Redaktor)
Johannes Meyer (* 17. September 1799 in Wald; † 7. September 1833 Trogen; heimatberechtigt ebenda) war ein Schweizer Arzt, Publizist und Kantonsrat aus dem Kanton Appenzell Ausserrhoden.

## Leben
Johannes Meyer war der Sohn des Ulrich Meyer und der Ursula Walser. Er ehelichte 1823 Katharina Barbara Zuberbühler, Tochter des Sebastian Zuberbühler, Verhörrichter und Landesbauherr. Sein Schwager war Johann Ulrich Zuberbühler.
Meyer besuchte zunächst die Dorfschule in Wald und nahm Privatunterricht beim dortigen Pfarrer. Dann absolvierte er eine Ausbildung zum Arzt bei Johannes Georg Schläpfer. Von 1819 bis 1821 studierte er Medizin in Tübingen und Paris. Ab 1821 betrieb er eine Arztpraxis in Wald und von 1822 an in Trogen.
1825 gab Meyer die Arztpraxis wieder auf und wurde Herausgeber des Appenzellischen Monatsblatts, das zu kantonalen politischen und landeskundlichen Problemen Stellung bezog und 1827 erstmals die Staatsrechnung publizierte. 1828 eröffnete er in Trogen mit seinem Schwager Johann Ulrich Zuberbühler eine Druckerei mit einem angeschlossenen Verlag. Im Juli desselben Jahres folgte die Gründung der Appenzeller Zeitung, die sich, von Meyer redigiert, vorab nationalen und internationalen Themen widmete. 1829 vervollständigte er sein Konzept, für jede politische Ebene eine Zeitung herauszugeben, mit dem Wochenblatt für Trogen. Die Appenzeller Zeitung wurde angesichts der in fast allen Kantonen ausgeübten Pressezensur alsbald zum Sprachrohr der radikalen Liberalen aus der ganzen Schweiz. Bereits im August 1828 beriet die Tagsatzung ihr Verbot. Aus Empörung gegen „die systematischen Agitation“ der Zeitung wollte der Kanton St. Gallen Meyer im Oktober 1828 das Betreten seines Territoriums untersagen. Auf ein Verbot der Appenzeller Zeitung durch den Kanton Bern 1830 reagierte Meyer mit der Herausgabe einer Extrazeitung für Bern mit dem Titel Der Segen Abrahams. Von Bedeutung war auch der Verlag, der unter anderem Thomas Bornhauser 1830 den Druck seiner Ansichten zur thurgauerischen Verfassungsrevision ermöglichte.
Von 1824 bis 1828 war Meyer als Ratsherr und Gemeindeschreiber in Trogen tätig. Anschliessend wirkte er von 1828 bis 1832 als Gemeindehauptmann und Ausserrhoder Grossrat. Er war 1831 Mitglied des kantonalen Revisionsrats und der kantonalen Sanitätskommission. Meyer amtierte von 1832 bis 1833 als Landesstatthalter. Er gehörte mit seiner kompromisslosen Haltung zu den Pionieren der Schweizer Meinungs- und Pressefreiheit, wobei ihm in seiner Heimat sein Ansehen als Gemeindehauptmann wichtigen Rückhalt gab.